# Alice Rocquain
Alice Rocquain (née le 2 septembre 1987 à Villeneuve-Saint-Georges) est une athlète française spécialiste du demi-fond et du cross-country.

## Biographie
Coureuse polyvalente sur les distances allant du 800 m au 10 km[réf. nécessaire], Alice Rocquain est une coureuse de demi-fond spécialisée sur 1 500 m et 5 000 m ainsi que sur cross-country. Elle est championne de France 2016 du 5 000 m.
Débutant l'athlétisme à l'ACPJ (club de Joinville-le-Pont), elle poursuit en cadette à la VGA Saint-Maur avant de rejoindre le club du PUC à Paris, où elle rencontre son entraîneur Marcel André. 
Tous deux rejoignent les clubs du Paris Jean-Bouin CASG puis du SE Pavillon-sous-Bois.
Au décès de son entraîneur, elle s'engage au CA Montreuil, où elle est entraînée par Jacques Darras.

## Palmarès

### Au niveau national
- Championne de France 2016 sur 5 000 m (2016)
- Vice-championne de France Elite sur cross court (2013, 2015)
- Troisième au championnat de France Élite sur 1 500 m (2012, 2013)
- Championne de France 2012 sur 5 000 m
- Vice-championne de France 2010 sur 1 500 m
- Vice-championne de France interarmées cross-country (2016)
- Championne de France national air de cross-country (2010, 2011, 2012, 2013, 2014)
- Troisième au championnat de France Junior  sur 1500 m (2006).

### Au niveau international
- 13e aux Championnats du monde militaire de cross-country, Serbie (2013)[1]
- 3e par équipe aux Championnats du monde militaire de cross-country, Serbie (2013) [1]
- 10e sur 5 000 m aux Jeux mondiaux militaire 2011, Brésil
- Vice-championne par équipe aux Europe militaire de cross-country, Allemagne (2011)

## Records
| Épreuve  | Performance    | Lieu             | Date            |
| -------- | -------------- | ---------------- | --------------- |
| 800 m    | 2 min 09 s 18  | Montgeron        | 12 mai 2013     |
| 1500 m   | 4 min 17 s 56  | Ninove           | 27 juillet 2013 |
| 3000 m   | 9 min 19 s 88  | Maisons Laffitte | 3 juillet 2012  |
| 5000 m   | 16 min 19 s 83 | Carquefou        | 3 juin 2016     |
| 10 000 m | 36 min 04 s 59 | Gagny            | 20 mars 2011    |
| 10 km    | 35 min 34      | Paris            | 6 octobre 2013  |